# Super Robot Wars x Jam Project Opening Theme Collection Album Max The Power
Super Robot Wars x Jam Project Opening Theme Collection Album Max The Power (também conhecido como Max the Power) é uma coletânea do JAM Project lançada em 26 de dezembro de 2012 pela Lantis. O álbum possui 14 faixas.

## Produção
Como a banda fez várias músicas para a série de jogos Super Robot Wars, esta coletânea foi feita para homenagear essa história. Foi usado também na campanha de lançamento de um, então, novo jogo da franquia (Second Super Robot Wars OG). A embalagem também continha um DVD com as aberturas animadas de cinco jogos cujas músicas estão no CD.

## Recepção
Sobre o álbum o CD Journal disse que "as músicas de rock são verdadeiramente épicas, e o resultado é um trabalho que vai te dar coragem quanto você ouvir."
O álbum chegou à 65ª posição no Oricon Albums Chart.

## Faixas
| N.º            | Título                 | Letras            | Música                                                | Usada em                                           | Duração |  |
| 1.             | "Hagane no Messiah"    | Hironobu Kageyama | Masashi Chizawa e Kenichi Sudo                        | Super Robot Wars Alpha Gaiden                      | 3:50    |  |
| 2.             | "GO!!"                 | H. Kageyama       | Yohgo Kohno                                           | Super Robot Wars IMPACT                            | 5:13    |  |
| 3.             | "SKILL"                | H. Kageyama       | Y. Kohno e K. Sudo                                    | 2nd Super Robot Wars Alpha                         | 5:48    |  |
| 4.             | "VICTORY"              | H. Kageyama       | Y. Kohno                                              | Super Robot Wars MX                                | 5:36    |  |
| 5.             | "GONG"                 | H. Kageyama       | H. Kageyama e Y. Kohno                                | Super Robot Wars Alpha 3                           | 4:41    |  |
| 6.             | "Rocks"                | H. Kageyama       | H. Kageyama e Y. Kohno                                | Super Robot Wars OG Original Generations           | 4:57    |  |
| 7.             | "Crest of "Z's""       | H. Kageyama       | H. Kageyama e IKUO                                    | Super Robot Wars Z                                 | 5:13    |  |
| 8.             | "NOAH"                 | H. Kageyama       | H. Kageyama e R・O・N                                 | Super Robot Wars Z2                                | 4:26    |  |
| 9.             | "Hagane no Resistance" | H. Kageyama       | H. Kageyama e Junpei Fujita                           | Super Robot Wars Z2                                | 4:40    |  |
| 10.            | "Meikyuu no Prisoner"  | H. Kageyama       | H. Kageyama e K. Sudo                                 | Super Robot Wars ORIGINAL GENERATION THE ANIMATION | 4:02    |  |
| 11.            | "BREAK OUT"            | H. Kageyama       | H. Kageyama e K. Sudo                                 | Super Robot Wars OG: Divine Wars                   | 4:07    |  |
| 12.            | "RISING FORCE"         | Masami Okui       | H. Kageyama e Daisuke Kikuta                          | Super Robot Wars OG: Divine Wars                   | 4:02    |  |
| 13.            | "MAXON"                | H. Kageyama       | H. Kageyama, IKUO, Shiho Terada e Yoshichika Kuriyama | Super Robot Wars OG -The Inspector-                | 4:08    |  |
| 14.            | "Ryuusei Lovers"       | H. Kageyama       | H. Kageyama, S. Terada e Y. Kuriyama                  | Super Robot Wars OG -The Inspector-                | 4:26    |  |
| Duração total: | Duração total:         | Duração total:    | Duração total:                                        | Duração total:                                     | 65:09   |  |

## Integrantes
- Hironobu Kageyama

- Masaaki Endoh

- Rica Matsumoto

- Hiroshi Kitadani

- Yoshiki Fukuyama

- Masami Okui

- Ricardo Cruz